# Mattaincourt
Mattaincourt è un comune francese di 860 abitanti situato nel dipartimento dei Vosgi nella regione del Grande Est.

## Società

### Evoluzione demografica
Abitanti censiti